# Marie Tomschik
Marie Tomschik, verheiratete Marie Mosel, (23. Februar 1871 in Wien – 1. Jänner 1930 in Karlsruhe, Deutsches Reich) war eine österreichische Opernsängerin (Alt).

## Leben
Tomschik, die Tochter eines Briefträgers, wurde von Aurelie Wilczek für die Bühnenlaufbahn vorbereitet. 1891 debütierte sie in Bielitz als „Azucena“. 1892 kam sie nach Berlin ans Krollsche Theater (Antrittsrolle ebenfalls „Azucena“) und trat 1893 in den Verband des Bremer Stadttheaters (Antrittsrolle: „Ortrud“). 1896 ging sie nach Karlsruhe.
1902 sang sie in Wiesbaden und 1903 am Opernhaus in Riga. Von 1905 bis 1907 war sie in Graz, dann für ein Jahr in Hamburg und erneut von 1908 bis 1910 war sie am Theater von Graz engagiert. Danach wechselte sie wieder nach Hamburg (bis 1912).
1912 ging sie wiederum nach Karlsruhe, wo sie bis zu ihrem Karriereende verblieb.
Neben ihrer Bühnentätigkeit war sie auch als Konzertsängerin, häufig mit Felix Mottl, u. a. in London und Brüssel tätig.
Sie war verheiratet mit dem Opernsänger Max Mosel.